# سندی شولتز
سَندی شولتز (انگلیسی: Sandi Schultz؛ زادهٔ ۱۹ ژانویهٔ ۱۹۶۴) بازیگر، طراح مد و مجری اهل آفریقای جنوبی است. شولتز در مورد تجربۀ تلخ یک تجاوز جنسی در ۲۸ سالگی و مشکلات سلامتی که پس از آن تجربه کرده صحبت کرده است.
از فیلم‌ها یا مجموعه‌های تلویزیونی که وی در آن‌ها نقش داشته است، می‌توان به پرده دو، خون و آب و دری به سکوت اشاره نمود.